# جون بيرد (لاعب كرة قدم إسكتلندي)
جون بيرد (بالإنجليزية: John Baird)‏ (22 أغسطس 1985 بغلاسكو في المملكة المتحدة - ) هو لاعب كرة قدم إسكتلندي في مركز الهجوم. لعب مع ريث روفرز وكوين أوف ساوث ونادي بارتيك ثيسل ونادي بريتشين سيتي ونادي دندي ونادي سانت ميرين ونادي فالكيرك ونادي كلايد ونادي ستنهاوسموير وأردريونيانز ونادي مونتروز لكرة القدم.

## وصلات خارجية
- جون بيرد على موقع قاعدة بيانات كرة القدم.إي يو (الإنجليزية)
- جون بيرد على موقع Soccerbase.com (لاعب) (الإنجليزية)
- جون بيرد على موقع Soccerway.com (الإنجليزية)